# Kolong
Kolong is een bestuurslaag in het regentschap Bojonegoro van de provincie Oost-Java, Indonesië. Kolong telt 3174 inwoners (volkstelling 2010).